# Pryamiy
 (avril 2019).
Pryarmiy ( ukrainien : Прямий    ) est une chaîne de télévision ukrainienne privée, créée en 1989 sous le nom de Tonis (ukrainien : Тоніс). En 2017, la chaîne change de propriétaire et d'organisation sous son nom actuel. 

## Histoire

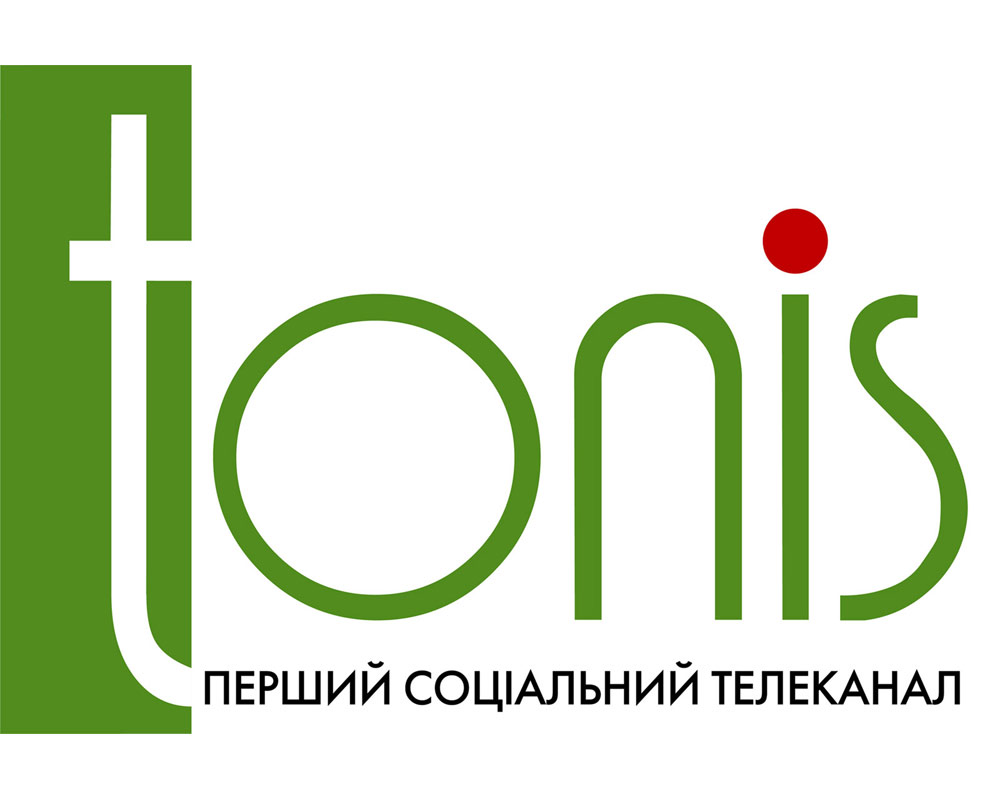
Logo de la chaîne de télévision «Tonis»

La chaîne de télévision «Tonis» est créée en 1989, avec son siège à Mykolaïv. 
La même année, elle est autorisée à utiliser la chaîne satellite WORLDNET. 
En 1992, le siège social est transféré à Kiev. 
La chaîne commence à diffuser dans la capitale. 
Le satellite expérimental parallèle commence à émettre dans le cadre du "canal slave". 
«Tonis» reçoit le droit de diffuser dans douze régions d'Ukraine.
Le 8 décembre 1993, un nouveau logo est lancé, remplaçant le premier logo provisoire. 

### Chaîne de télévision «Pryarmiy»
Au début de 2017, le propriétaire de l'entreprise de télévision change. La chaîne est amenée à changer de sujet d'information analytique et s'appellera désormais "Pryamiy" (Direct). 
Le lancement de la nouvelle chaîne est prévu pour le 24 août 2017,, le jour de l'indépendance de l'Ukraine : la chaîne commence effectivement à émettre sous son nouveau nom. 

## Diffusion permanente
Discours total  - 24 heures par jour. 
Satellite : AMOS 2, Fréquence - 10759 MHz, polarisation - correction d'erreur horizontale 3/4, Taux de symbole 30000 Mc / sec 